# Mikhail Gueorguievitch Doubkov
Mikhail Gueorguievitch Doubkov (en russe : Михаи́л Гео́ргиевич Дубко́в), né le 6 novembre 1893 dans l'Empire russe et décédé le 30 octobre 1950 en URSS, est un militaire soviétique, lieutenant-général.

## Biographie
Il est né dans la région de Moscou. Il s'engage dans l'armée impériale russe en 1914 au début de la Première Guerre mondiale. Il devient sous-officier en 1915. Il participe aux batailles de la Première Guerre mondiale sur le front du sud-ouest avec du 17e régiment d'infanterie.
Il s'engage dans l'armée rouge en 1918. Durant la guerre civile russe, il commande du peloton, la compagnie participe aux batailles sur les fronts est et sud. Durant l'entre-deux-guerres, il sert dans le district militaire de la Volga. En avril 1922, il commande la 22e compagnie d'infanterie à Simbirsk. En 1923, il commande le 334e bataillon d'infanterie de Simbirsk. En juillet 1924, il commande une compagnie de garde. En février 1938 il est élu commandant de brigade. En mars 1938 il commande le 26e corps d'armée de la 1re Armée rouge du front d'Extrême-Orient. En août 1938 il participe à la Bataille du lac Khassan. Le 4 juin 1940 il est promu major-général. En novembre 1940, il devient inspecteur d'infanterie du front d'Extrême-Orient.
Durant la Seconde Guerre mondiale, en juin 1941, il commande un corps de fusiliers sur le front d'Extrême-Orient à la frontière avec le Japon sur l'île de Sakhaline. Du 1re juillet au 8 septembre 1943 il commande la 16e armée. En septembre 1943, il commande la 1re Armée rouge du front d'Extrême-Orient.
Après la guerre, en février 1946, il commande des troupes du district militaire de Kazan. En novembre 1946, il rejoint la réserve. Il meurt le 30 octobre 1950 dans la ville de Syzran.

## Décorations
- Ordre de Lénine
- Ordre de l'étoile rouge